# ヴァルダス・アダムクス
ヴァルダス・アダムクス（Valdas Adamkus、1926年11月3日 - ）は、リトアニアの政治家。リトアニア大統領（在任1998年から2003年、再任2004年から2009年）。1955年までの氏名はヴォルデマラス・アダムカヴィチュス（Voldemaras Adamkavičius）。

## 生い立ち

### アメリカ移住まで
1926年11月3日、リトアニア・カウナスのカトリックの一家に生まれる。父イグナスは軍人で、第一次世界大戦での従軍経験を有し、リトアニア独立戦争に志願兵として参加。1918年から19年までリトアニア空軍学校の初代校長を務めた。戦後はカウナス駅の警察署長を務めた。
ヴォルデマラスが2歳のときに両親は離婚。母ゲノヴァイテ・アダムカヴィチエネはすぐにスタシース・カラリスと再婚し、カラリエネに改姓した。ヴォルデマラスは義父、母、そして二人のあいだに生まれた弟チェスロヴァスとともにカウナス市ジャレカルニス地区にある小さな家で暮らすこととなった。なお、二人のあいだには、十数年後に娘も生まれている。義父のスタシースはカウナス市役所で勤務、母は運輸通信省に務めていた。
ジャレカルニス地区にあるヨナス・ヤブロンスキス初等学校（現・カウナス・ヨナス・ヤブロンスキス・ギムナジウム）に通ったのち、カウナス・アウシュラ・ギムナジウムに通う。アウシュラ・ギムナジウムでは級長を務めた。同時期にアウシュラ・ギムナジウムに在学していたガブリエリュス・ジェムカルニス＝ランズベルギス（のちに最高会議議長を務めるヴィータウタス・ランズベルギスの兄）は、「アドマス」と呼ばれていたアダムカヴィチュスが周りから信頼されており、「大統領」さえ呼ばれていたと語っている。
1940年にリトアニアがソ連に併合され、41年にナチ・ドイツに占領されると、同年秋にジェムカルニス＝ランズベルギスの誘いを受けて地下抵抗組織リトアニア自由戦士連合 (LLKS) に加わり、ジェムカルニス＝ランズベルギスやリュータス・グリニュス（カジース・グリニュス元大統領の息子）、ベネディクタス・ヴィーテニス・マチュイカ（のちのコネティカット大学教授）とともに青年を対象とした新聞『Jaunime budėk!』を出版するなどした。1944年にジェムカルニス＝ランズベルギスがゲシュタポに逮捕されると、アダムカヴィチュスも逮捕されるおそれがあったことから、カウナスから鉄道でラバまで逃れ、そこで1週間身を隠した。
その後ソ連がリトアニアを再び統治するようになると、アダムカヴィチュスは1944年にドイツに避難し、ドイツのミュンヘン大学で学んだ。終戦後の1949年、一家でアメリカ合衆国に移住した。リトアニア語、ポーランド語、英語、ロシア語、ドイツ語に堪能であり、1950年代、アメリカ軍第5軍予備軍の軍事情報部門で上級下士官を務めた。

### アメリカでの生活
シカゴに移ったのち、自動車工場や製図工として働きながらイリノイ工科大学で水力工学を学び、1960年に卒業。学業のかたわら、他のアメリカのリトアニア人とともに40,000人の署名を集め、ソ連によってシベリアへ連行されたリトアニア人の問題に関してアメリカ政府が取り組むよう政府に求めた。この嘆願は、当時の副大統領リチャード・ニクソンに申し立てられた。リトアニアにおけるソ連政府の活動に対しても、1958年にダグ・ハマーショルド国連事務総長が、1962年にジョン・F・ケネディ大統領が示したのと同様に、アダムクスもまた懸念を示した。こうした活動を通じアダムクスはリトアニア人団体の中で次第に重きを成すようになり、1967年、在米リトアニア人政治団体「サンタラ＝シュヴィエサ連盟」（サンタラは「協調」、シュヴィエサは「光」の意）の会長に就任。

### アメリカ環境保護庁での勤務
その後1970年の初め、環境問題の専門家としてアメリカ環境保護庁に勤務し始め、同局の五大湖地域副長官を歴任したのち、1981年には、ロナルド・レーガン大統領から五大湖地域長官に任命される。任命される以前にはオハイオ州シンシナティで勤務したこともあった。彼は、長官としてイリノイ州、インディアナ州、ミシガン州、ミネソタ州、オハイオ州、ウィスコンシン州における公害問題に取り組んだ。1985年にはレーガン大統領から、連邦公務員に与えられるものの中では最高位にあたるDistinguished Executive Presidential Rank Awardが授与された。
1972年、モスクワで開かれた環境会議に米国代表として派遣され、その際、およそ30年ぶりにリトアニアへの帰国を果たしている。また、ソ連がペレストロイカを実施して後は、より頻繁に母国を訪れることができるようになった。リトアニア独立回復後の1993年、独立回復後初めて行われた大統領選挙で、スタシース・ロゾライティス候補の選挙本部長に就任するも、ロゾライティス候補はアルギルダス・ブラザウスカス候補を相手に落選。
彼は16年間アメリカ環境保護庁の地域長官を務め、1997年、29年間務めた公務員を退職した。退職に際し、ビル・クリントン大統領から祝いの手紙が送られている。またこのほかにも、退職を機にさまざまな賞が授与された。彼は共和党員であったが、彼の誠実さは民主党員からも尊敬、評価されていた。

### リトアニア帰国後
環境保護庁を退職後すぐ、アダムクスはリトアニアへ帰国。そして1998年、大統領選挙への立候補を決意。海外生活が長かったことなどから、その後すぐにリトアニアの法廷で彼の立候補がふさわしいものかどうか争われることとなった。結果、アメリカの市民権を有していることを除けば大統領選に立候補することに支障はない、という判決が下され、彼はヴィリニュスのアメリカ大使館で市民権を放棄する手続をとった。その後、彼のアメリカでの経歴やアメリカ政府との繋がりなどが世間から評価され、大統領選で決選投票の末にアルトゥーラス・パウラウスカスを破り当選。在任中は、リトアニアのNATO及びEU加盟に奔走した。
2002年大統領選挙で再選を狙ったが、翌2003年1月の決選投票で自由民主党のロランダス・パクサスに敗北。しかし、同年10月、ロシアの国際犯罪組織とパクサス大統領との癒着を指摘するスキャンダルが発生。2004年3月に、憲法法廷が国家機密保持などについて大統領の行為を違憲と判断。同年4月に、リトアニア議会が大統領弾劾を可決成立させ、パクサス大統領は辞任。
辞任に伴い行われた2004年の大統領選挙では、6月13日の第1回投票では得票率 30 % でトップに立ち、6月27日に行われた決選投票でも、カジミラ・プルンスキエネを破り、再当選を果たした。その結果、7月12日に大統領職に復帰。なおこの選挙に関してリトアニア憲法裁判所はパクサス前大統領の立候補を認めていなかった。
松浦晃一郎ユネスコ事務局長はアダムクスの人柄を評価し、2003年、彼はユネスコ親善大使に就任した。
2009年7月、任期満了に伴い大統領職を辞した。

## 趣味
水泳、ジョギング、テニス、スポーツ観戦、クラシック音楽鑑賞、読書。